# Jovetia
Jovetia es un género de plantas con flores perteneciente a la familia de las rubiáceas. Incluye una sola especie: Jovetia humilis Guédès (1975), nativa de Madagascar.